# Flughafen Moundou

i7
i11
i13
Der Flughafen Moundou (arabisch مطار موندو, IATA-Code: MQQ, ICAO-Code: FTTD) ist der Flughafen der Stadt Moundou in der Provinz Logone Occidental im Tschad.
Der Flughafen liegt auf einer Höhe von 429 Metern über dem Meeresspiegel und hat eine asphaltierte Start- und Landebahn (04/22) mit einer Länge von 3000 Metern.

## Fluggesellschaften und Ziele
Bis zuletzt flog Toumaï Air Tchad den Flughafen im Linienbetrieb an. Nachdem allerdings im Jahr 2012 erhebliche Qualitätsmängel festgestellt wurden, stellte die Fluggesellschaft ihren Betrieb ein. Nach der Wiederaufnahme im Jahr 2013 fliegt sie fast ausschließlich Charterflüge nach Dschidda. Der Flughafen Moundou wird somit nicht mehr angeflogen.